# Chisocheton celebicus
Chisocheton celebicus là một loài thực vật có hoa trong họ Meliaceae. Loài này được Koord. mô tả khoa học đầu tiên năm 1898.